# Нижньоодеське міське поселення
Нижньоо́деське міське поселення (рос. Нижнеодесское городское поселение) — муніципальне утворення у складі Сосногорського району Республіки Комі, Росія. Адміністративний центр — селище міського типу Нижній Одес.
Селище Нафтопечорськ було ліквідовано 2008 року.

## Населення
Населення — 9197 осіб (2017, 9751 у 2010, 11927 у 2002, 13975 у 1989).

## Склад
До складу поселення входять такі населені пункти:
| Населений пункт                   | Населення, осіб (1989) | Населення, осіб (2002) | Населення, осіб (2010) |
| --------------------------------- | ---------------------- | ---------------------- | ---------------------- |
| Конашйоль, селище                 | 534                    | 182                    | 71                     |
| Нафтопечорськ, селище             | 758                    | -                      | -                      |
| Нижній Одес, селище міського типу | 12683                  | 11745                  | 9680                   |